# Franciska Rosenkilde
Franciska Rosenkilde, née le 19 mars 1979 à Copenhague (Danemark), est une femme politique danoise, membre de L'Alternative, qu'elle dirige depuis février 2021.

## Biographie
Franciska Rosenkilde obtient en 2010 une licence professionnelle en santé et en nutrition, à l'issue de laquelle elle devient cheffe cuisinière. En 2015, elle obtient un diplôme de géographie à l'université de Copenhague.
Engagée au sein de L'Alternative, elle est élue au conseil municipal de Copenhague lors des élections municipales de novembre 2017. En octobre 2018, elle devient maire pour la culture et les loisirs	. Elle est réélue au conseil municipal en élections municipales de novembre 2021.
Le 7 février 2021, elle remporte contre trois concurrents l'élection interne pour devenir la nouvelle leader politique de L'Alternative après la démission de Josephine Fock.
Elle est élue députée au Folketing lors des élections législatives de novembre 2022. Après s'être mise en congé de son mandat municipal en février pour se concentrer sur sa campagne législative, elle démissionne du conseil municipal après son élection,.